# The Girl Said No (1930)
The Girl Said No is een Amerikaanse filmkomedie uit 1930 onder regie van Sam Wood. Destijds werd de film in Nederland uitgebracht onder de titel Het meisje dat neen zei.

## Verhaal
De pas afgestudeerde Tom Ward gedraagt zich als een ettertje. Op het werk lapt hij de regels aan zijn laars om meer tijd te kunnen doorbrengen met Mary Howe. Dat leidt uiteindelijk tot zijn ontslag. Na de dood van zijn vader moet Tom de zorg voor zijn familie op zich nemen. Hij zal volwassen moeten worden.

## Rolverdeling
| Acteur            | Personage     |
| ----------------- | ------------- |
| William Haines    | Tom Ward      |
| Leila Hyams       | Mary Howe     |
| Polly Moran       | Polly         |
| Marie Dressler    | Hettie Brown  |
| Ralph Bushman     | McAndrews     |
| Clara Blandick    | Mevrouw Ward  |
| William Janney    | Jimmie Ward   |
| William V. Mong   | Mijnheer Ward |
| Frank Coghlan jr. | Eddie Ward    |
| Phyllis Crane     | Alma Ward     |